# Île Malabar
Pour les articles homonymes, voir Malabar.
L'île Malabar, en anglais Malabar Island ou Middle Island, est une île inhabitée des Seychelles. Elle est l'une des quatre îles principales d'Aldabra, un atoll constituant une réserve naturelle, un site Ramsar et un site du patrimoine mondial de l'Unesco.

## Géographie
L'île Malabar est la deuxième plus grande des quatre îles principales d'Aldabra, un atoll des Seychelles situé dans le Sud-Ouest du pays, dans l'ouest de l'océan Indien. De forme allongée dans le sens est-ouest, elle est située dans le Nord de l'atoll. Elle est séparée de l'île Polymnie à l'ouest par la passe Gionet et de l'île Grande Terre à l'est par la passe Orientale, deux chenaux faisant communiquer le lagon de l'atoll avec la pleine mer.
La côte nord de l'île est tournée vers le large tandis que celle du Sud, constituée d'une mangrove formée de palétuviers,, est tournée vers le lagon d'Aldabra. L'intérieur de l'île est constitué d'un calcaire d'origine corallien dont l'altitude ne dépasse pas huit mètres, Aldabra étant un atoll surélevé dont l'ancien récif corallien est désormais émergé,. Ce calcaire fortement érodé prend un aspect déchiqueté, formé d'arêtes coupantes et de cavités remplies d'eau douce et saumâtre,.
Le sol mince supporte une végétation relativement basse essentiellement représentée par des filaos et Pemphis acidula. Ces espèces végétales sont adaptées à la sécheresse du climat tropical de ce secteur de l'océan Indien. Dans la partie orientale de l'île se trouve le principal lieu où nichent les râles de Cuvier, la dernière espèce d'oiseau incapable de voler des îles de l'océan Indien occidental,.

## Histoire
Probablement découverte par des marins arabes à la fin du Moyen Âge, l'île Malabar est connue de manière certaine en 1517 lorsqu'Aldabra apparaît pour la première fois sur des cartes portugaises.
L'île n'a jamais été habitée contrairement à l'île Picard dans le Nord-Ouest d'Aldabra qui comporte une station scientifique ainsi que les ruines d'un campement